# And Then There Were None
And Then There Were None é um romance de mistério da escritora inglesa Agatha Christie, descrito por ela como o livro mais difícil de escrever. Foi publicado pela primeira vez no Reino Unido pelo Collins Crime Club a 6 de novembro de 1939, como Ten Little Niggers, provindo da canção de menestrel Ten Little Indians, que serve como um ponto de enredo maior.
A edição dos EUA foi lançada em janeiro 1940 com o título And Then There Were None, que provém das últimas cinco palavras da canção.  Todas as reimpressões e adaptações americanas sucessivas usam esse título, exceto os livros de bolso de Pocket Books publicados entre 1964 e 1986, que aparecem sob o título Ten Little Indians.
O livro é o mistério melhor vendido do mundo, e com mais de 100 milhões de cópias vendidas é um dos livros mais vendidos de todos os tempos. A Publications International lista o romance como o sexto título mais vendido.
No Brasil foi publicado como O Caso dos Dez Negrinhos e atualmente como E Não Sobrou Nenhum, e em Portugal foi publicado como Convite para a Morte em 1948, As Dez Figuras Negras em 2003, e No Início, Eram Dez... em 2020.

## Enredo
Oito pessoas, aparentemente sem conexão entre si, dirigem-se à intrigante "Ilha do Soldado", na costa de Devon, após serem convidadas por correspondência por alguém chamado U. N. (Ulick Norman) Owen e sua esposa, sob diferentes pretextos. Nenhum deles se lembra de conhecer tais pessoas, porém a atração de serem convidados para um lugar tão badalado pela mídia é mais forte que a desconfiança.
Ao chegarem lá, os oito convidados (Vera Claythorne, Anthony Marston, John MacArthur, Lawrence Wargrave, Edward Armstrong, Emily Brent, William Blore e Philip Lombard) são recepcionados por um casal de empregados, marido e mulher, os Rogers, que foram contratados como mordomo e copeira da mansão situada na ilha, que de outro modo, é deserta. Eles contam que seus patrões, por motivos pessoais, atrasaram-se, e que os convidados terão de esperar um pouco pela sua chegada.
Mais tarde, na noite do mesmo dia, quando os hóspedes terminam o jantar, uma voz misteriosa vinda de um gramofone colocado junto à parede de uma sala contígua faz sérias acusações contra os dez (os oito convidados e o casal Rogers). Amedrontados e indignados com o que acabaram de ouvir, os convidados tentam conseguir dos Rogers informações sobre o casal de anfitriões, mas eles admitem sequer conhecê-los e terem sido contratados por carta, exatamente como os outros oito foram atraídos até lá. Todos decidem que a melhor coisa a fazer é fugir do local pela manhã. O grande problema é que a única forma de locomoção é um barco que vem do continente, mas que pelo fato do mar estar agitado, não consegue chegar até a ilha.
Isolados e incapazes de sair de lá, seus destinos passam a seguir, precisamente ou em parte, o que diz um poema sinistro emoldurado nos quartos da mansão, uma cantiga infantil que narra a sequência de mortes de dez soldadinhos...

## O poema
Dez negrinhos vão jantar enquanto não chove;
Um deles se engasgou, e então ficaram nove.
Nove negrinhos sem dormir: não é biscoito!
Um deles cai no sono, então ficaram oito;
Oito negrinhos vão a Devon em charrete; 
Um deles quis ficar, então ficaram sete.
Sete negrinhos vão rachar lenha, mas eis
Que um deles se corta, então ficaram seis;
Seis negrinhos de uma colmeia fazem brinco; 
A abelha picou um, e então ficaram cinco, 
Cinco negrinhos vão ao fórum, a tomar os ares; 
Um deles foi julgado, então ficaram dois pares.
Quatro negrinhos vão ao mar; a um tragou de vez
O arenque defumado, e então ficaram três.
Três negrinhos passeando no zoológico. E depois?
O urso abraçou um, e então ficaram dois.
Dois negrinhos brincando no sol, sem medo algum;
Um deles se queimou, e então ficou só um.
Um negrinho está sozinho, é só um;
Ele se enforcou, e não sobrou nenhum.

## Adaptações para o cinema e televisão
- And Then There Were None – filme estadunidense de 1945, dirigido por René Clair
- Ten Little Niggers – adaptação britânica para a BBC, de 1949
- Ten Little Niggers – adaptação britânica para a ITV, de 1959
- Ten Little Indians – adaptação estadunidense para a NBC, de 1959
- Ten Little Indians – filme britânico de 1965, produzido por Harry Alan Towers e dirigido por George Pollock
- Gumnaam – filme de Bollywood de 1965
- Zehn kleine Negerlein – adaptação alemã-ocidental para televisão de 1969
- 5 bambole per la luna d'agosto – filme italiano de 1970, dirigido por Mario Bava
- And Then There Were None -  filme de 1974, produzido por Harry Alan Towers e dirigido por Peter Collinson
- Desyat Negrityat – filme russo de 1987, produzido e dirigido por Stanislav Govorukhin
- Ten Little Indians – filme britânico de 1989, produzido por Harry Alan Towers e dirigido por Alan Birkinshaw
- Identity – filme estadunidense de 2003, inspirado no livro de Agatha Christie, dirigido por James Mangold
- Khamoshh... Khauff Ki Raat – filme de Bollywood de 2005, versão indiana de Identity
- O primeiro e segundo episódio da 9a. temporada de Family Guy foi inspirado no livro de Agatha.
- O jogo japonês Umineko no Naku Koro ni foi inspirado e visto por algumas pessoas como uma certa adaptação da obra, mas seu enredo é diferente.
- Harper's Island – Seriado de suspense/mistério norte-americano lançado 2009 pelo canal CBS. Grande parte da série foi inspirado na obra de Agatha e também na franquia Pânico.
- And Then There Were None - minissérie britânica de 2015, exibida pelo canal BBC One.
- Don't Blink - Filme de 2014 dirigido por Travis Oates, tem história semelhante, pois relata 10 amigos "presos" num resort deserto, onde vão sumindo um a um.